# 라보츠킨
NPO 라보츠킨은 러시아의 항공우주기업이다. 러시아 우주 개발에서 핵심적인 역할을 하고 있다.

## 역사
1937년 OKB-301 연구소로 창설되었다. OKB는 실험설계국을 말한다. 소련의 비행기 설계국이었다. 국장은 블라디미르 P. 고르부노프였다. 1945년 10월, 세묜 라보츠킨이 새로운 설계국장이 되었다.
2차대전의 피스톤 엔진 전투기 개발로 명성을 얻었다. 이후에는 미사일과 제트 전투기 설게를 했다.